# El Hadjadj
El Hadjadj là một đô thị thuộc tỉnh Chlef, Algérie. Dân số thời điểm năm 2002 là 9.245 người.